# ヴィンランド
ヴィンランド（Vinland）は、かつて存在した北アメリカの地名。ヴァイキングのレイフ・エリクソンが名付けたとされる。『赤毛のエイリークのサガ』（Saga of Eric the Red）および『グリーンランド人のサガ』（Grœnlendinga saga）にその発見と入植の物語が記されている。

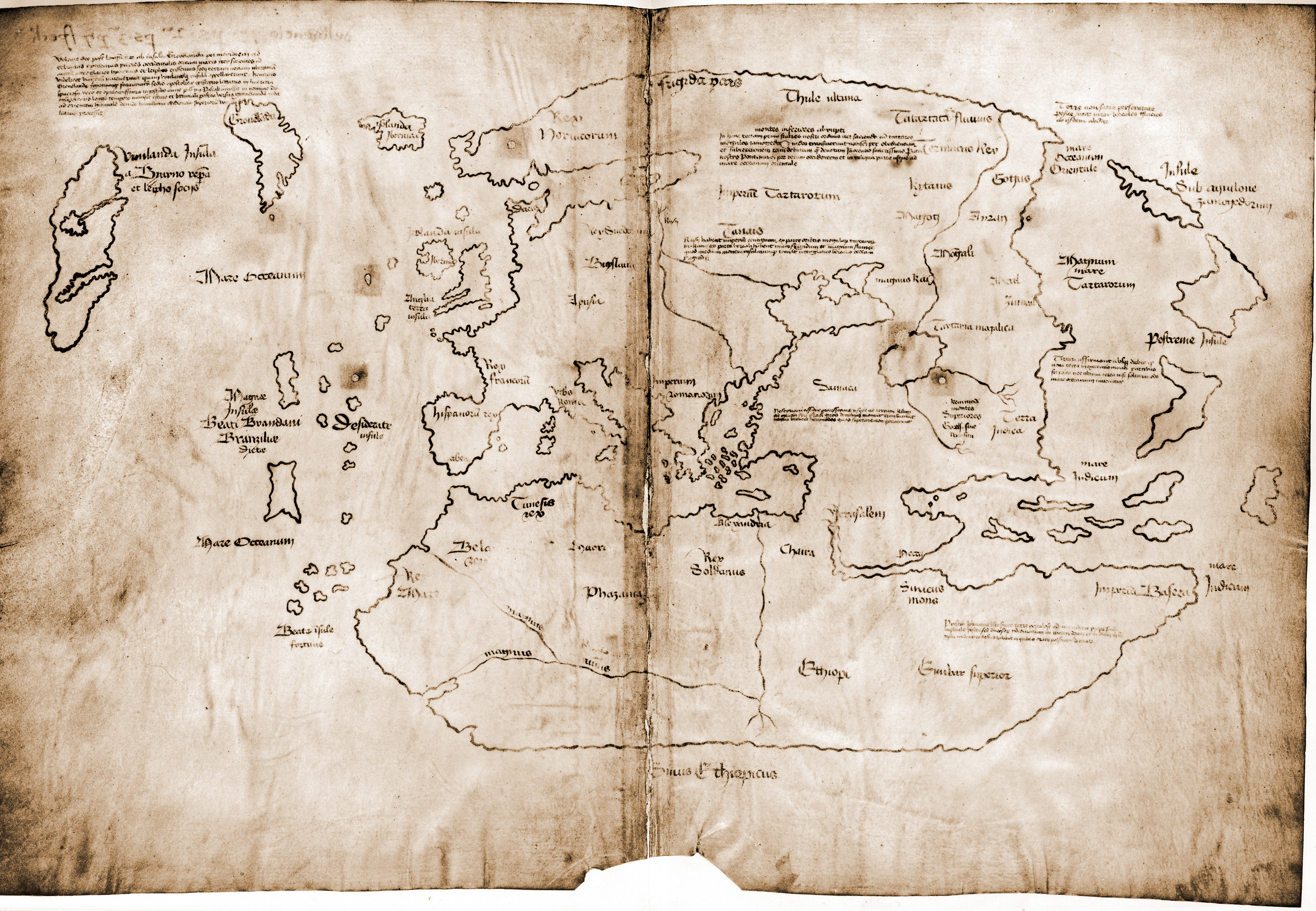
ヴィンランド地図、ヴィンランドの入った中世の世界地図。13世紀のオリジナルを15世紀に模写したとされたが、19世紀末の北極探検でしか知り得なかったグリーンランド全体図が書かれているなどの不審な点が指摘され、科学的調査からほぼ後年の捏造とされる。

エリクソンは新たな植民地を求めて出航、1000年頃に北米大陸に上陸し、その地をヴィンランドと名付けたとされている。名の由来について、『グリーンランド人のサガ』では「ブドウ（vín）の地」と説明されているが、近年は「草原（vin）の地」を意味するという説が唱えられている。正確な上陸場所は諸説あるが、現在のカナダ・ニューファンドランド島が有力である。その他、俗説として、アメリカのニューヨーク州から、メイン州まで辿り着いたという説もある。当時の気象状況、ブドウの生産地を考証すると、エリクソンらはもっと南方まで辿り着いたのではないかとも言われている。また、正規には認められていない、北米における"ルーン文字"も出土しており、学者らの議論は続いている。
1010年ごろにはソルフィン・カルルセフニによる大規模な移住も行われヴァイキングの入植地が建設されたが、本国から距離があったこと（ニューファンドランド島説が正しければ、当時の海岸沿いの航路では、最も近い拠点であるグリーンランドまで3000km）や、アメリカ先住民（スクレリング）との抗争が発生したこと、などの理由により、十年ほどで放棄されたと考えられている。